# Telemo

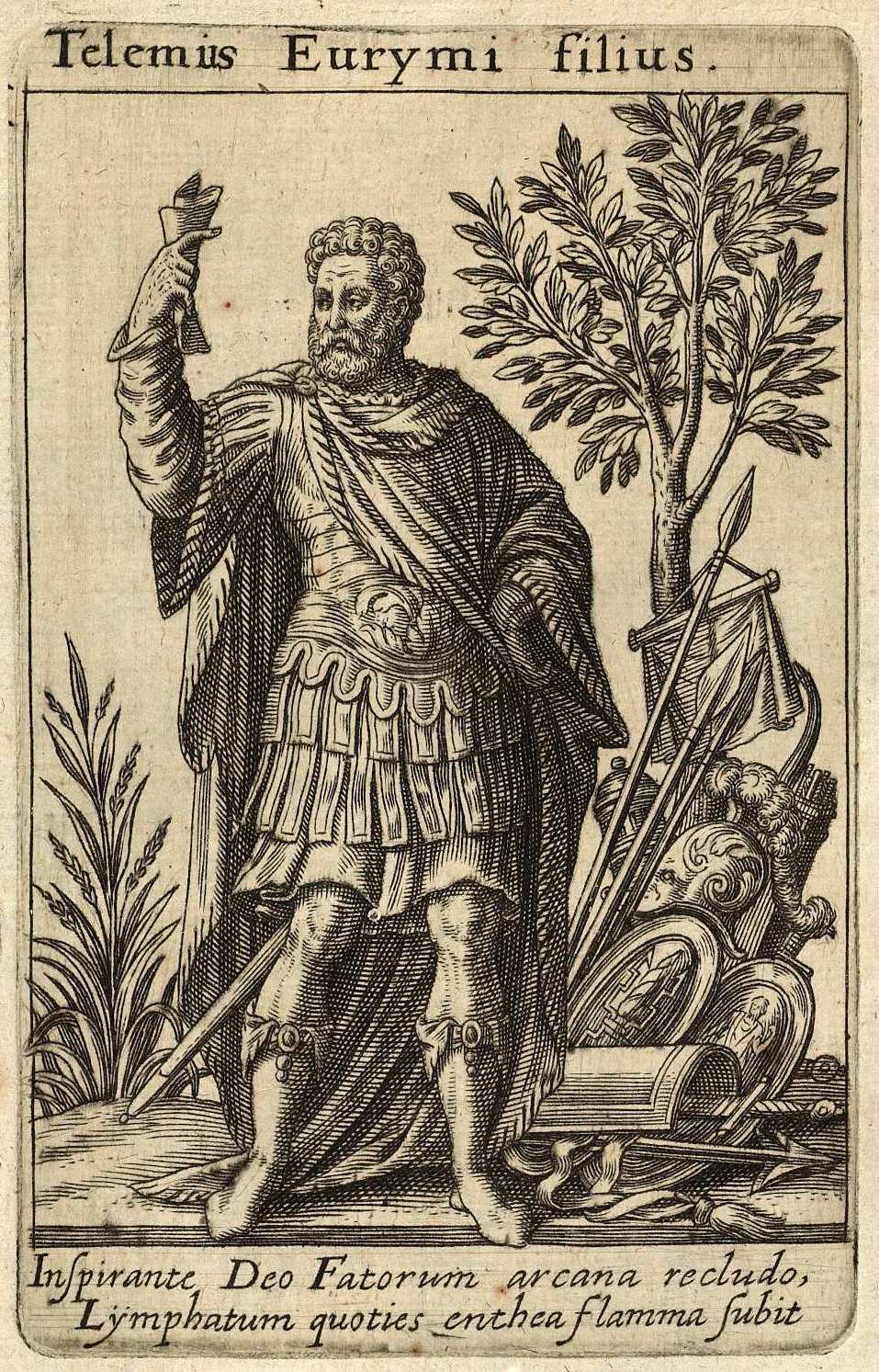
Telemo, grabado en cobre de Johann Theodor de Bry para el Tractatus posthumus de divinatione & magicis præstigiis de Jean-Jacques Boissard, Oppenheim, 1615. Biblioteca Nacional de España.

En la mitología griega Telemo (en griego antiguo Τήλεμος) era un cíclope hijo de Eurimo con el don de la profecía. Telemo había vaticinado a Polifemo que quedaría ciego por culpa de un humano llamado Odiseo. En este extracto de La Odisea, Polifemo lamenta que el augurio se haya cumplido:

«Así dije: y él, dando un suspiro, respondió: —¡Oh dioses! Cumpliéronse los antiguos pronósticos. Hubo aquí un adivino excelente y grande, Télemo Eurímida, el cual descollaba en el arte adivinatoria y llegó a la senectud profetizando entre los cíclopes; éste, pues, me vaticinó lo que hoy sucede: que sería privado de la vista por mano de Odiseo. Mas esperaba yo que llegase un varón de gran estatura, gallardo, de mucha fuerza; y es un hombre pequeño, despreciable y menguado quien me cegó el ojo, subyugándome con el vino. Pero, ea, vuelve, Odiseo, para que te ofrezca los dones de la hospitalidad y exhorte al ínclito dios que bate la tierra, a que te conduzca a la patria; que soy su hijo y él se gloria de ser mi padre. Y será él, si te place, quien me curará y no otro alguno de los bienaventurados dioses ni de los mortales hombres.»
Polifemo